# Johan Engelbert Schmitz
Johan Engelbert Schmitz (Haarlem, 22 november 1800 - Haarlem, 5 juni 1872) was een Nederlands componist.
Hij was zoon van smid Pieter Schmitz en Anna Maria Catharina Troost. Zelf was hij getrouwd met Geertrui Hillegonda van Sluijters.
Schmitz beoefende het vak smid uit, maar verdiepte zich als liefhebber in de muziek. Volgens zijn necrologie in 1872 werd dat ondersteund door enige lessen op de dwarsfluit door muziekonderwijzer Sabel. Verder was hij autodidact. Dat ging echter zover dat hij een eigen koor oprichtte onder de naam: "Het doel van ons vereenigd pogen is zang door vriendschap te verhogen"; zelf was hij tenor. Na de oprichting in 1830 bleef hij er dertien jaar dirigent. Bovendien was hij tussen 1830 en 1865 organist van de Hervormde Kerk in Bennebroek en gaf muziekonderwijs aan de rijkskweekschool te Haarlem.
Hij schreef daarbij ook nog een aantal werken; hij bracht ongeveer een werk per jaar uit. Te noemen zijn, die alle ingezonden werden ter beoordeling van de Maatschappij tot Bevordering der Toonkunst en vaak onderscheiden werden :
- de moeder en het kind (mannenkoor)
- De veldelingen (mannenkoor)
- Het graf eener geliefde (mannenkoor)
- Een woord op Golgotha (mannenkoor), beloning vijf ducaten (1835)
- Bede (mannenkoor)
- God onze hope (mannenkoor)
- Mis (mannenkoor)
- Tantum ergo (mannenkoor)
- Ode aan God (gemengd koor)
- Landelijk avondlied (gemengd koor)
- ’s Levens strijd (gemengd koor)
- vier cantates voor gemengd koor
- drie missen voor gemengd koor

Op latere leeftijd werd hij pianostemmer aan de Grote Houtstraat te Haarlem. Hij overleed op 71-jarige leeftijd. Een aantal dagen daarna verscheen in de Opregte Haarlemsche Courant (10 juni 1872) een hommage aan hem met de beginregels:
Bij ’t aambeeld leerdet gij accoorden zaam te smeden
Bij ’t  haamrend maatgeklank, bedacht gij ’t eerste lied
Op 3 december werd een concert ter nagedachtenis aan hem gegeven met 170 zangers en een orkest van circa 50 musici, aldus Caecilia van 15 december 1872. Algehele leiding was in handen van Carel Louis Weidner. 
Ten tijde van overlijden was hij erelid van de Maatschappij, het Amstels Mannenkoor in Amsterdam, Zangvereniging Cécilia in Den Helder en Maatschappij tot Nut van 't Algemeen in Bennebroek.